# Felix Sandman
Karl Felix Wilhelm Sandman, född 25 oktober 1998 i Värmdö församling, Stockholms län, är en svensk sångare, låtskrivare och skådespelare.
Sandman var medlem i pojkbandet FO&O från dess grundande 2013 och tillsammans med bandet släppte han två musikalbum, Off the Grid (2014) och FO&O (2017). 2017 slutade gruppen på en elfte plats i Melodifestivalen.
År 2017 splittrades FO&O och Sandman började arbeta som soloartist. Hans första musiksingel Every Single Day höll förstaplatsen på svenska singellistan i fyra veckor efter att ha kommit på andra plats i Melodifestivalen 2018. 

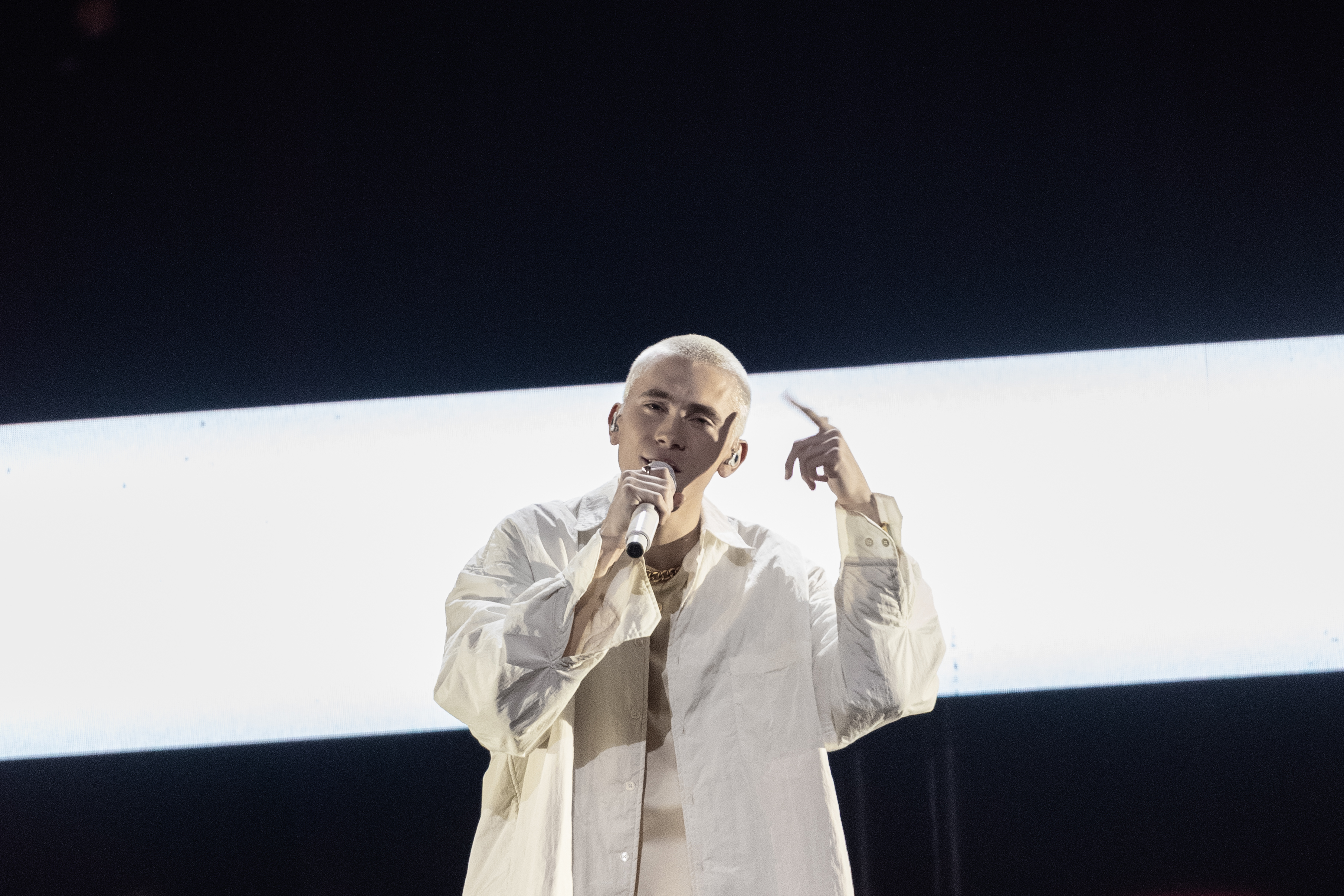
Felix Sandman framför sitt bidrag i finalen i Melodifestivalen 2020

År 2018 spelade han en av huvudrollerna, Sebastian, i miniserien Störst av allt och senare samma år medverkade han i den norska komediserien Home for Christmas. Han tävlade i Melodifestivalen 2020 med låten ”Boys with Emotions”.
Sandman var en av tio artister som under 2020 höll en "Late Night Concert" i TV4:s nya konsertprogram. I programmet återförenades Sandmans tidigare grupp FO&O med artisterna Omar Rudberg och Oscar Enestad.
År 2020 var han, tillsammans med Farah Abadi och Brita Zackari, programledare för Musikhjälpen.
2025 släppte Sandman sitt första album, Yue, på sju år. 

## Filmografi i urval
- 2018 – Störst av allt (TV-serie)
- 2018 – Home for Christmas (TV-serie)
- 2024 – Sommartider

## Diskografi
- 2018 – Emotions
- 2025 – Yue